# Pintura neerlandesa del Museo del Prado

Judit en el banquete de Holofernes, única obra de Rembrandt del museo.

La continua hostilidad (en muchas ocasiones guerra abierta) entre España y las Provincias Unidas de los Países Bajos tras la separación de éstas en 1581 dificultó extraordinariamente la llegada a España de pintura del siglo XVII de dicho país, el período de mayor esplendor de esta escuela, a lo que contribuyó además el rumbo tomado por la pintura neerlandesa tras la independencia, buscando un estilo propio que se apartaba y en muchos casos era incluso antagónico del ideal clasicista, lo que hizo que durante largo tiempo no resultara del gusto de los coleccionistas, no sólo de España, sino tampoco de otros países, como Francia e Italia, en los que el arte clásico seguía teniendo gran vigencia. Por ejemplo, mientras que los coleccionistas españoles se inclinaban mayoritariamente por obras religiosas y mitológicas, en Holanda tuvieron un gran auge los géneros del paisaje, las marinas, los bodegones y las escenas costumbristas, adquiridos por una burguesía que deseaba de ese modo expresar su identificación con su tierra y con su estilo de vida. Todo ello redundó en que la colección de pintura neerlandesa del Museo del Prado no sea especialmente extensa, faltando además en ella nombres fundamentales como Johannes Vermeer y Frans Hals. La mayor parte de las obras que posee el Prado procede de la Colección Real y casi todas fueron adquiridas ya en el siglo XVIII, especialmente por parte de Felipe V y su segunda esposa, Isabel de Farnesio.

## Historia
Tras la Guerra de los Treinta Años (1618 - 1648), a la que puso fin la Paz de Westfalia, las Provincias Unidas de los Países Bajos consiguieron la independencia del Imperio español, que disfrutaban ya de facto desde 1609 con la Tregua de los doce años, lo que les llevó a desarrollar una cultura y arte propios. De esta generación, sobresalió Rembrandt, quien desarrolló una intensa actividad entre 1630 y 1669, año de su muerte. El Prado únicamente conserva una pintura suya, Judit en el banquete de Holofernes, adquirida por Carlos III en 1761 y para la que Rembrandt tomó de modelo a su primera esposa, Saskia van Uylenburgh.
La pintura holandesa tiene en el Prado una presencia bastante reducida, cien obras, casi todas del siglo XVII, si bien incluye, como se ha indicado, un destacado cuadro de Rembrandt: Judit en el banquete de Holofernes, antes identificado como La reina Artemisa. El fondo holandés incluye además un bodegón de Pieter Claesz. y tres de Willem Claesz. Heda, los cuatro procedentes del legado Fernández Durán, y obras de Gabriël Metsu, Adriaen van Ostade, Mathias Stomer, Simon de Vlieger, Leonaert Bramer, Quiringh Gerritsz. van Brekelenkam, Bartholomeus Breenbergh, Adriaen Backer y Philips Wouwerman, junto con algunos paisajes y marinas de Herman van Swanevelt, Jan Both, Cornelis van Poelenburgh, Cornelis Decker, Adam Willaerts, Cornelis Claesz. van Wieringen, Joost Cornelisz. Droochsloot, Frans de Hulst, Hendrik Cornelisz. Vroom, Cornelis Hendriksz. Vroom, Hendrick Jacobsz. Dubbels o Gaspar van Wittel. Wouverman y van Swanevelt son los únicos de los que hay una representación numerosa, diez obras cada uno. En 2009 se publicó el primer catálogo razonado de esta colección.

## Pintores representados (lista no completa)
Los años de adquisición anteriores a 1819 hacen referencia al ingreso en la Colección Real.
| Nombre                                   | Año de nacimiento | Año de defunción | Número de obras | Años de adquisición | Notas                                                                                   | Referencias   |
| ---------------------------------------- | ----------------- | ---------------- | --------------- | ------------------- | --------------------------------------------------------------------------------------- | ------------- |
| Asselijn, Jan                            | 1610 (c.)         | 1652             | 2               | 2000 (1)            | Una atribuida                                                                           | [ 4 ]         |
| Borch el Joven, Gerard ter               | 1617              | 1681             | 1               | 1982                |                                                                                         | [ 5 ]         |
| Bramer, Leonaert                         | 1596              | 1674             | 3               | 1775 (1) y 2020 (1) |                                                                                         | [ 7 ] [ 8 ]   |
| Bray, Salomon de                         | 1597              | 1664             | 1               |                     |                                                                                         | [ 9 ]         |
| Claesz., Pieter                          | 1597 (c.)         | 1660             | 1               |                     |                                                                                         | [ 10 ]        |
| Heda, Willem Claesz.                     | 1594              | 1680             | 3               |                     |                                                                                         | [ 11 ]        |
| Heem, Jan Davidsz. de                    | 1606              | 1683 / 1684      | 1               |                     | Otra pintura que antes se consideraba obra suya, ahora se adjudica a su hijo Cornelis   | [ 12 ] [ 13 ] |
| Hondecoeter, Melchior d'                 | 1636              | 1695             | 1               | 1994                |                                                                                         | [ 14 ]        |
| Koninck, Salomon                         | 1609              | 1656             | 1               | 1952                | Durante un tiempo estuvo atribuida a Abraham van der Hecken                             | [ 15 ] [ 16 ] |
| Metsu, Gabriël                           | 1629              | 1669             | 1               |                     |                                                                                         | [ 17 ]        |
| Moreelse, Paulus                         | 1571              | 1638             | 1               | 1987                | Durante un tiempo estuvo atribuida a Nicolaes Eliasz. Pickenoy                          | [ 18 ] [ 19 ] |
| Ostade, Adriaen van                      | 1610              | 1685             | 5               |                     | Una de atribución dudosa                                                                | [ 20 ]        |
| Rembrandt (Rembrandt Harmensz. van Rijn) | 1606              | 1669             | 1               |                     |                                                                                         | [ 21 ]        |
| Steenwijck, Pieter van                   | 1632 (fl.)        | 1645 (íd.)       | 1               |                     |                                                                                         | [ 22 ]        |
| Stomer, Mathias                          | 1600 (c.)         | 1650 (c.)        | 1               |                     | Antiguamente atribuida a Guercino (copia), Gerrit van Honthorst y Hendrick ter Brugghen | [ 23 ]        |
| Swanevelt, Herman van                    | 1600-1603 (c.)    | 1655             | 10              |                     |                                                                                         | [ 24 ]        |
| Vlieger, Simon de                        | 1600/1601         | 1653             | 1               |                     | Hasta 2009 atribuida, con dudas, a Jacob van Ruisdael                                   | [ 25 ] [ 26 ] |
| Wieringen, Cornelis Claesz. van          | 1580              | 1633             | 1               |                     |                                                                                         | [ 27 ]        |
| Willaerts, Adam                          | 1577              | 1664             | 2               | 2000 (1)            |                                                                                         | [ 28 ]        |
| Wou, Claes Claesz.                       | 1592              | 1665             | 1               |                     | Atribuida                                                                               | [ 29 ]        |
| Wouwerman, Philips                       | 1619              | 1668             | 10              |                     |                                                                                         | [ 30 ]        |
| Wtewael, Joachim                         | 1566              | 1638             | 1               |                     |                                                                                         | [ 31 ]        |

## Galería

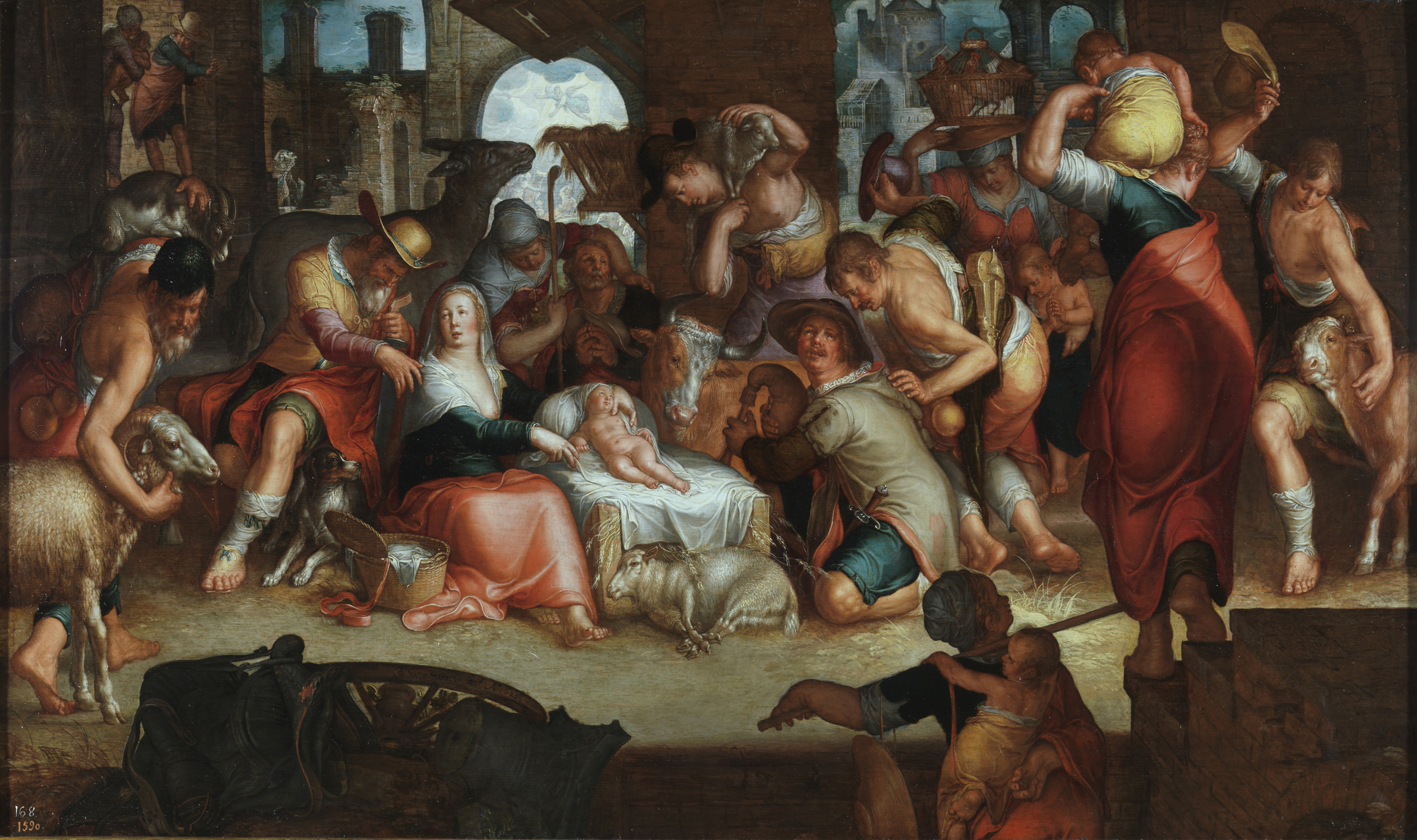
La Adoración de los pastores, de Joachim Wtewael.
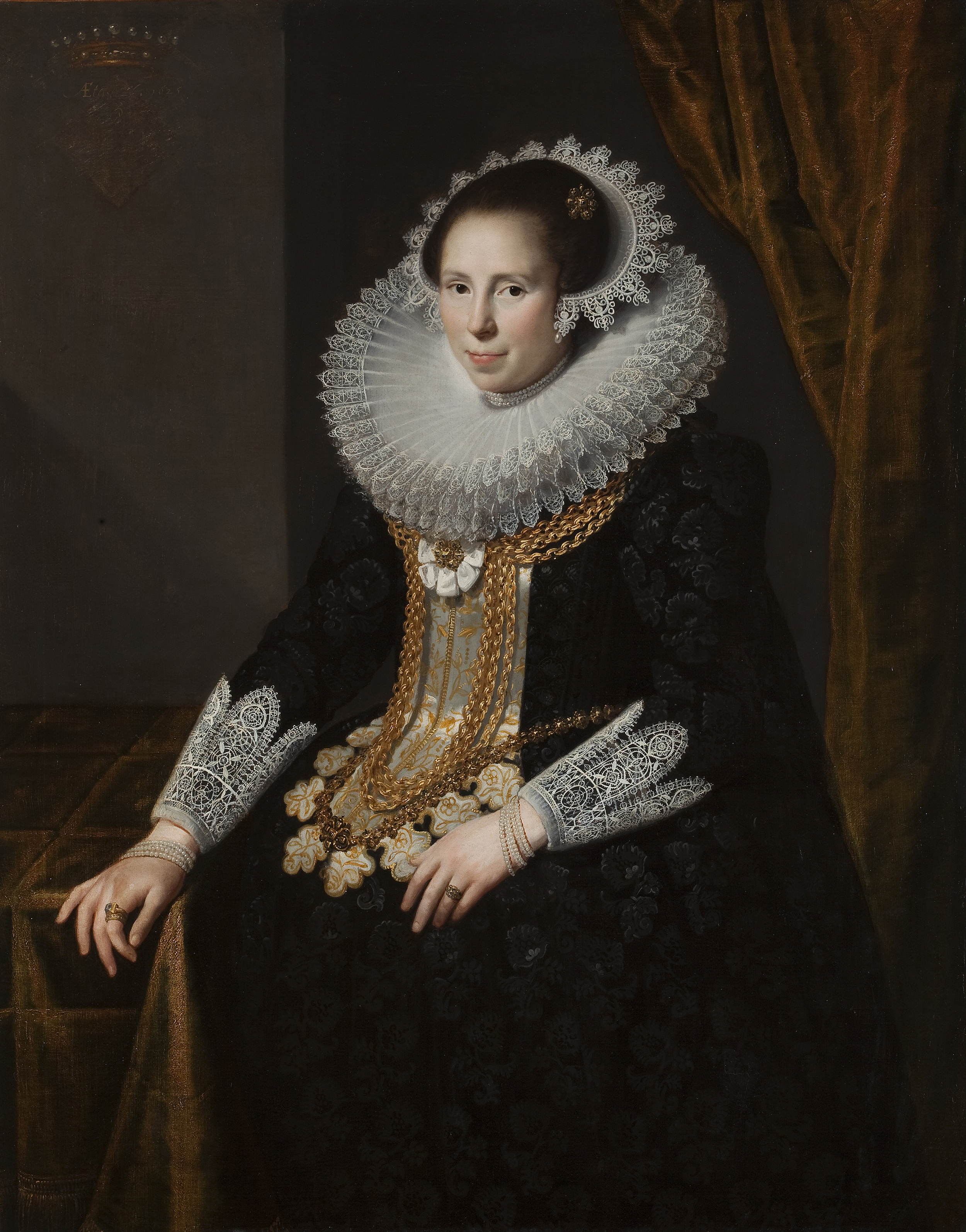
Johanna Martens, 1625 (Paulus Moreelse).
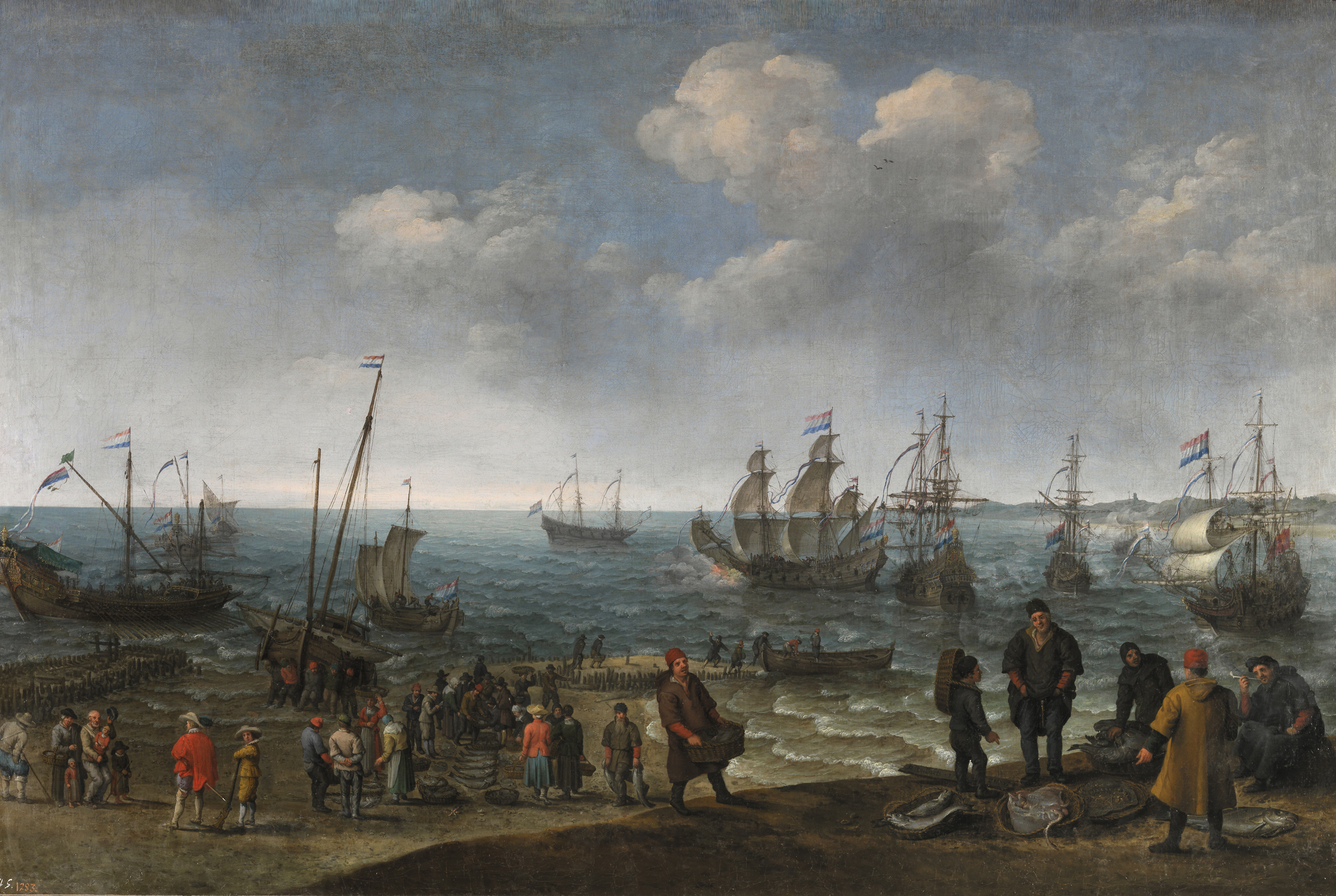
Playa con pescadores, 1627 (Adam Willaerts).
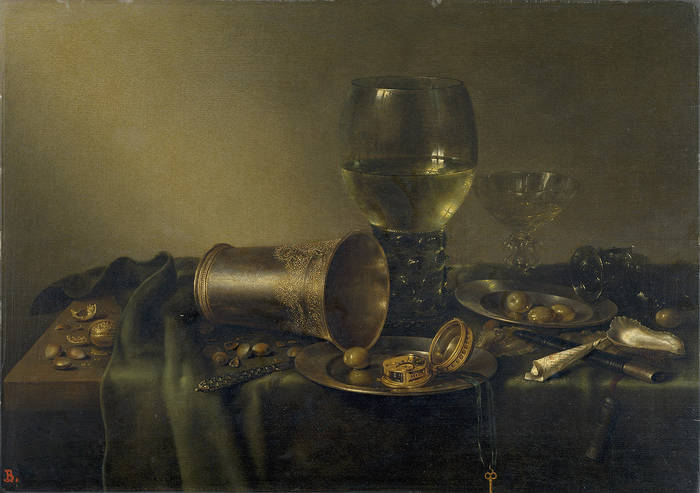
Bodegón con vaso de plata y reloj, de Willem Claesz. Heda (legado Fernández Durán).
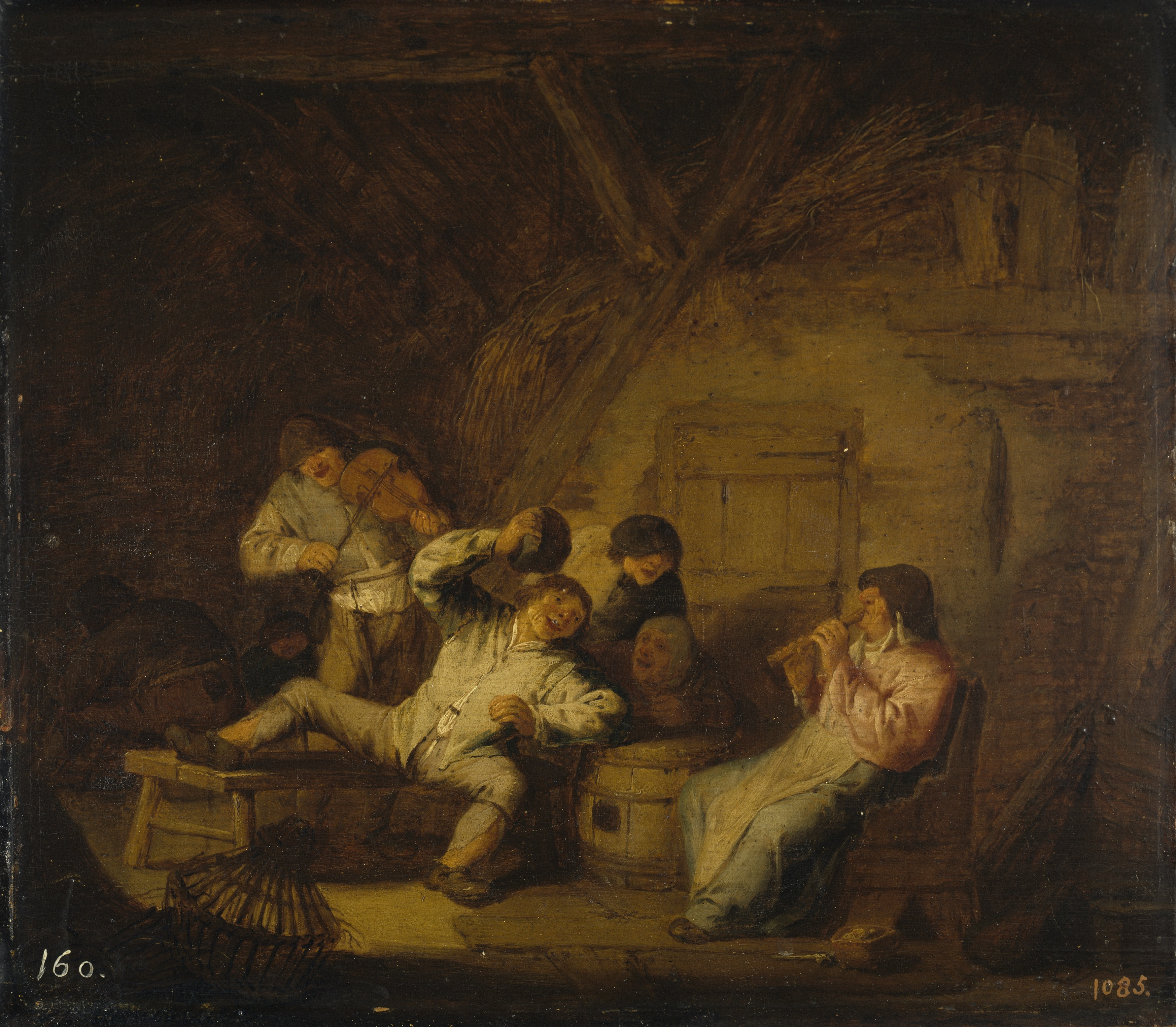
Concierto rústico con flauta y violín, Adriaen van Ostade.
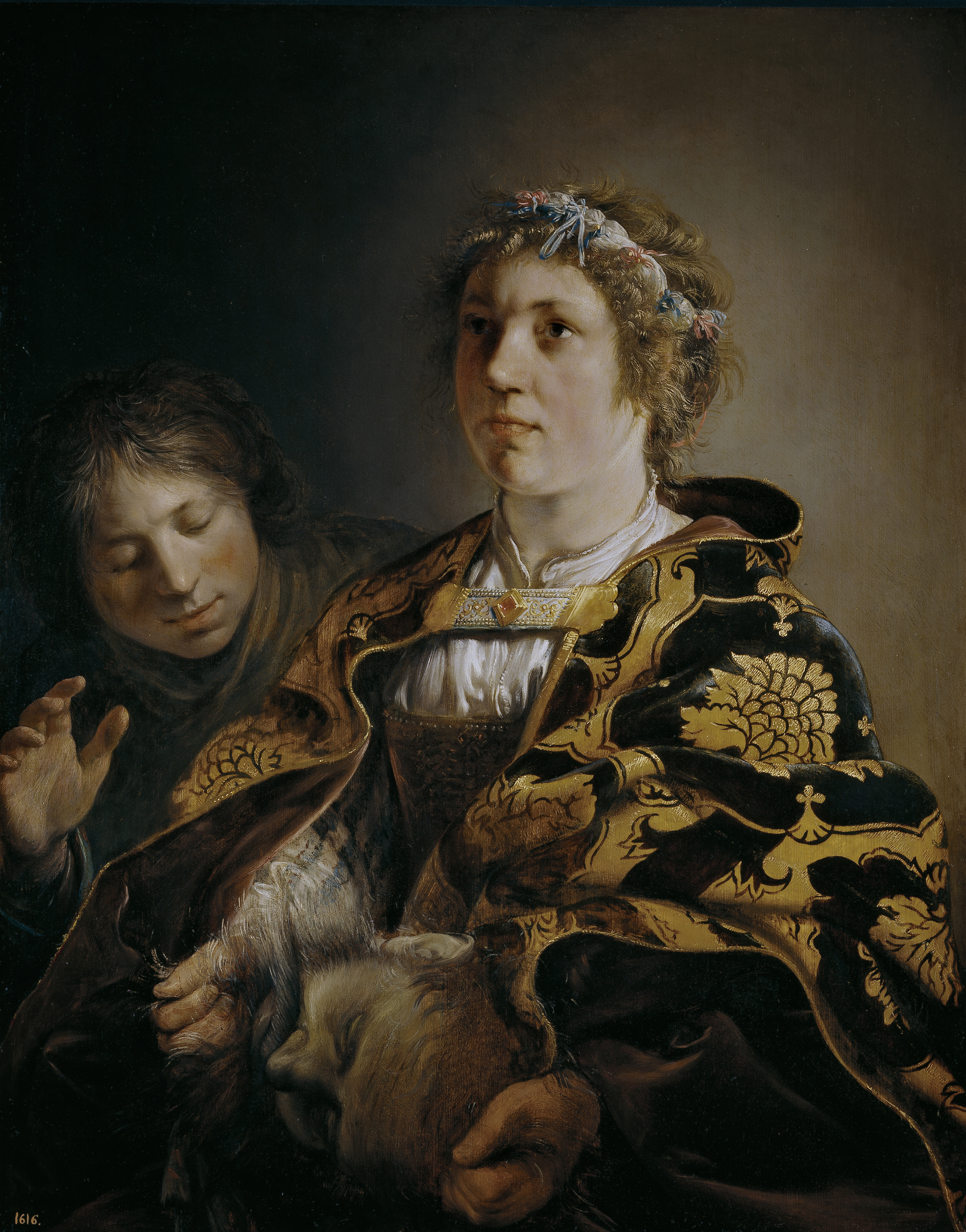
Judit con la cabeza de Holofernes (Salomon de Bray).
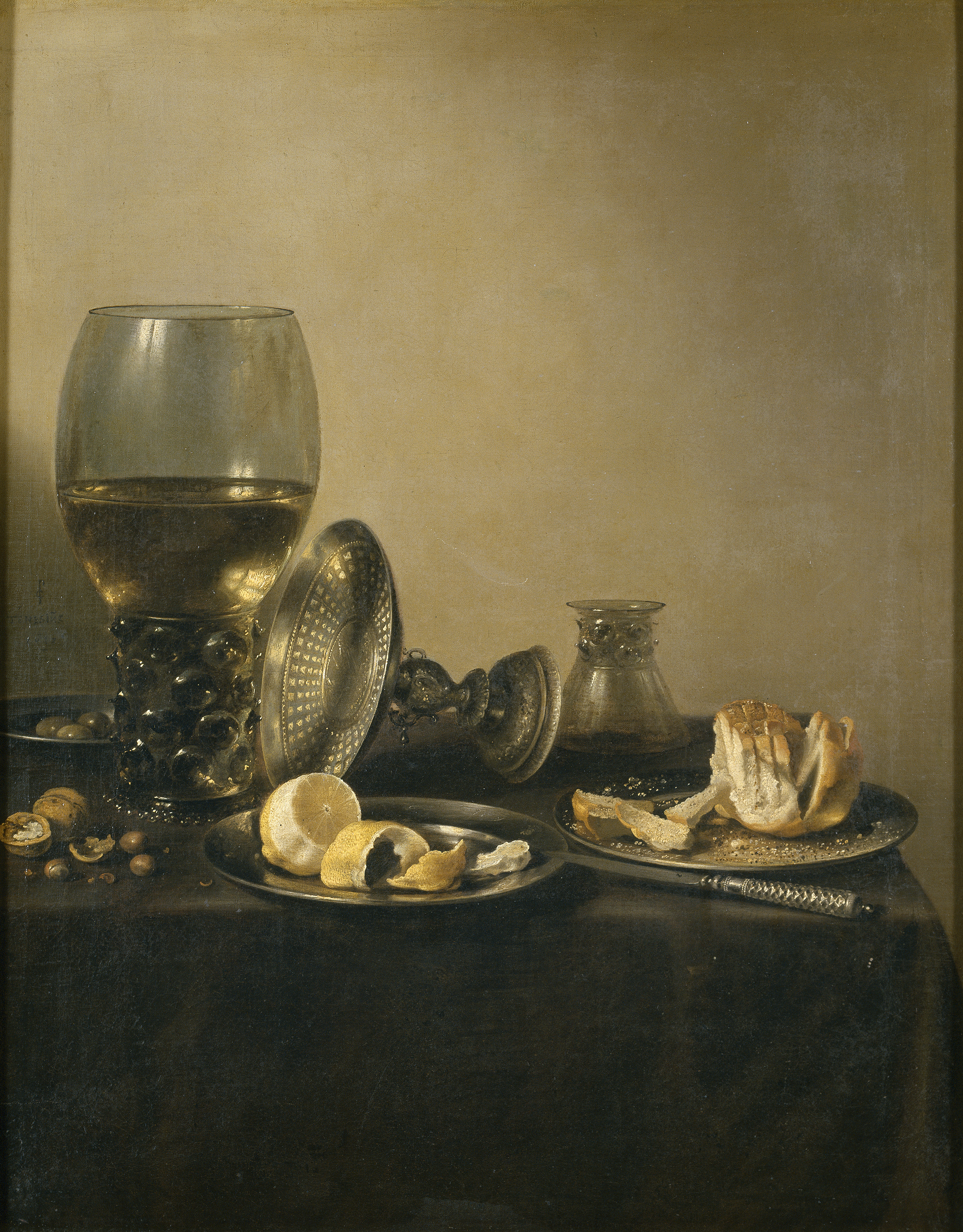
Bodegón con copa Römer, tazza de plata y panecillo, obra de Pieter Claesz. (legado Fernández Durán).[nota 2]
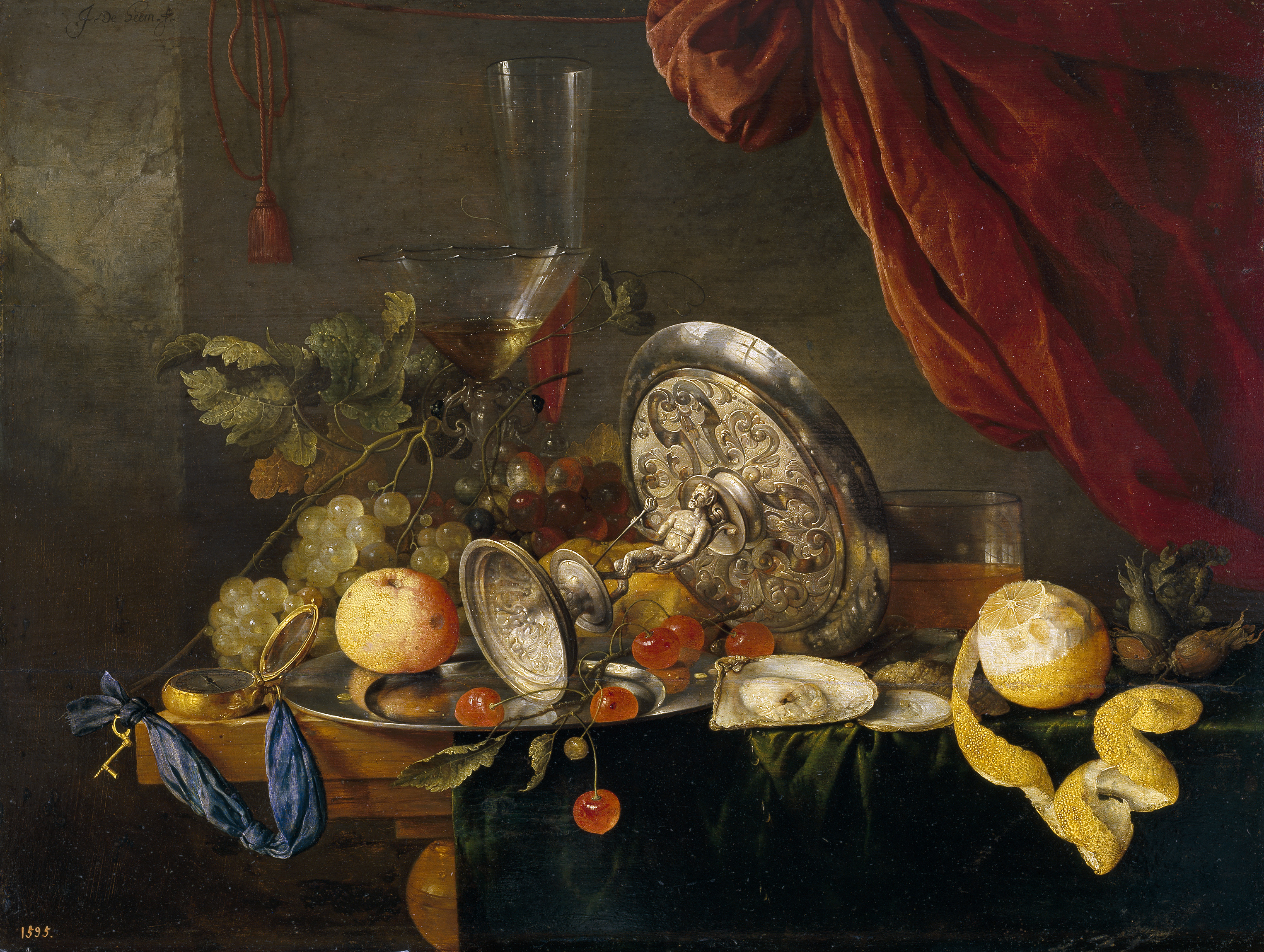
Mesa, Jan Davidsz. de Heem.
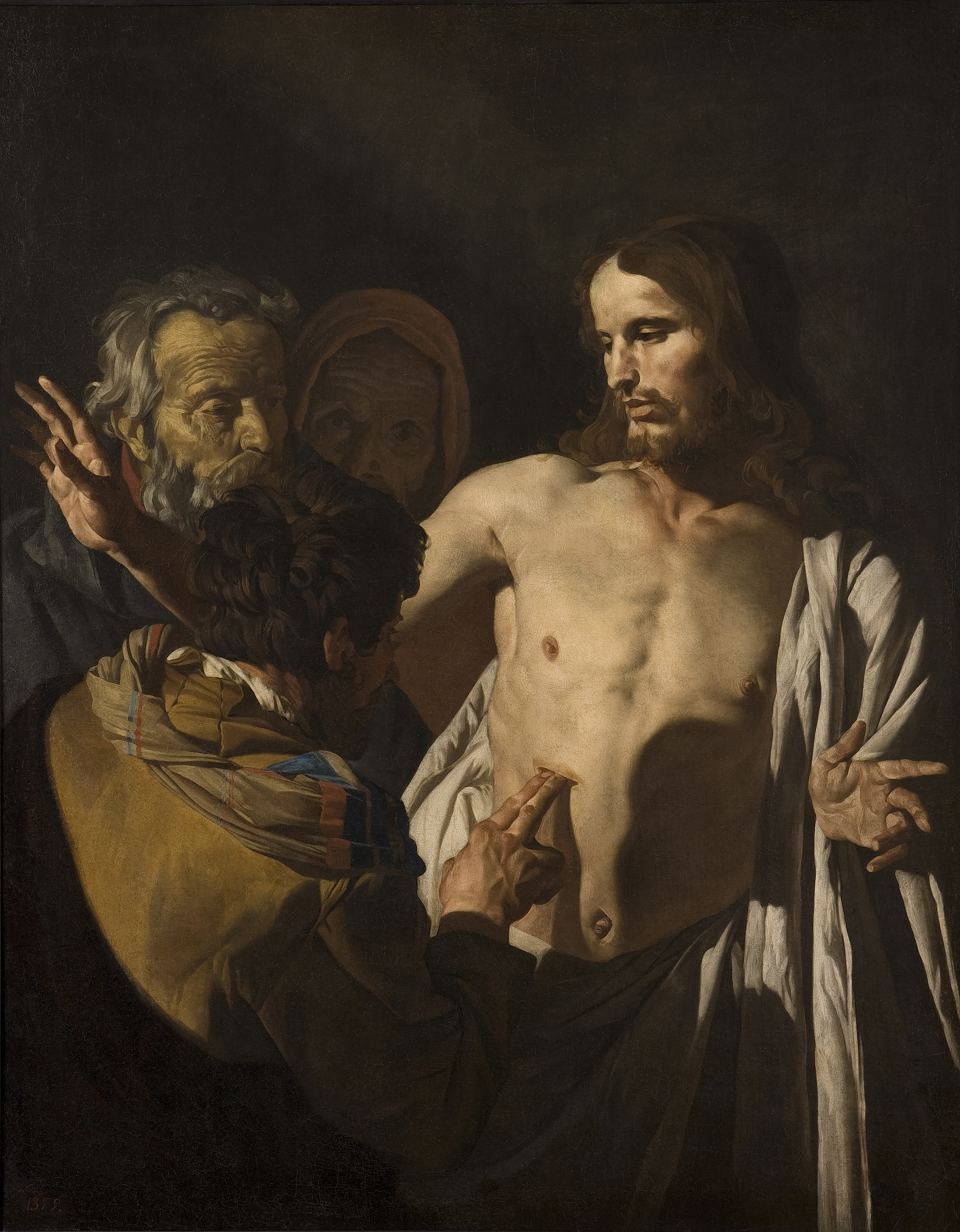
La incredulidad de Santo Tomás, 1641 - 1649, Mathias Stomer.
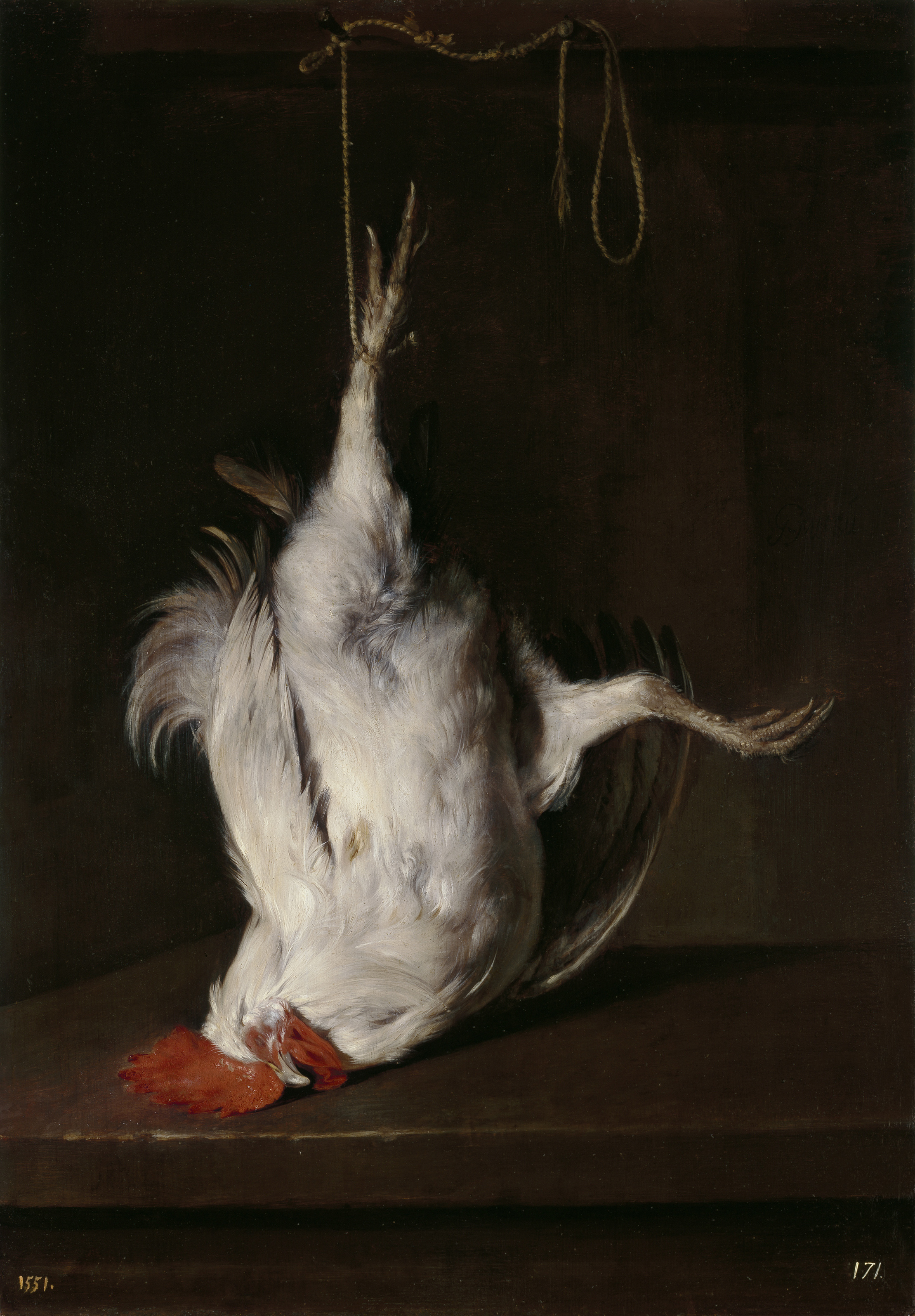
Gallo muerto, 1659 - 1660 (Gabriël Metsu).
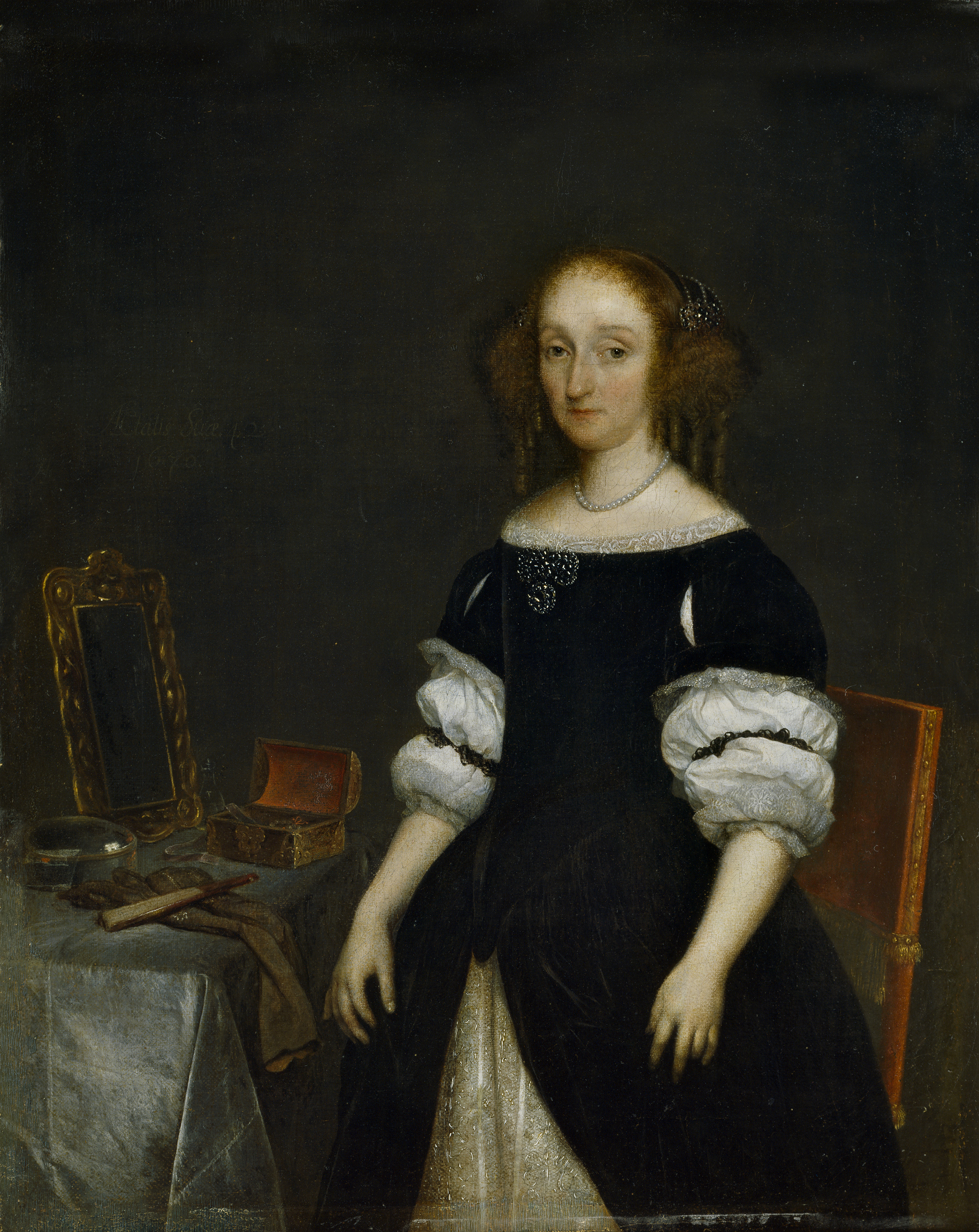
Petronella de Waert, retratada por Gerard ter Borch el Joven.
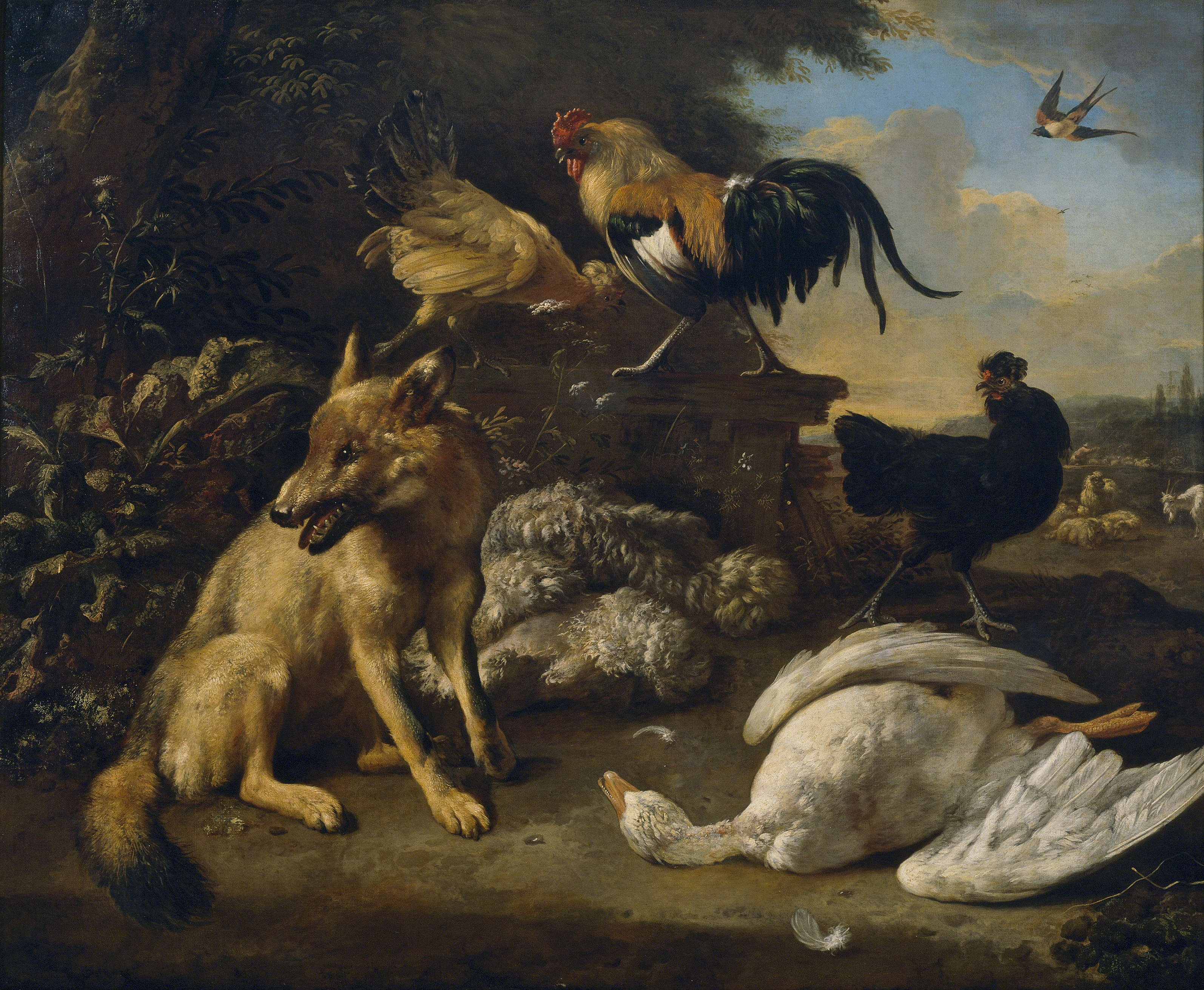
Bodegón con animales, de Melchior d'Hondecoeter (legado Villaescusa).